# Забид
Забид (арап. زبيد) (али и Зебид) је град с око 23.000 становника. на западу Јемена уз обалну равницу према Црвеном мору у мухафази ал-Худаиди. Због своје јединствене стамбене и војне архитектуре и урбанистичког плана, Забид је уписан на УНЕСКО-в Списак места Светске баштине у Азији и Аустралазији 1993. године, а 2000. године је доспео и на Списак угрожених места Светске баштине због рушевног стања историјских зграда, уписан на захтев државе

## Историја града
Град је добио име по Вади Забид, у случају Забида вади је долина (а не пресушена) која се налази на југу места, то је један од најстаријих градова у Јемену. Забид је био главни град Јемена од 13. века до 15. века и средиште арапског и муслиманског света због свог познатог Универзитета Забид, које је било средиште исламског образовања. Он је био главни град династије Зијадида од 819. до 1018. године и династије Најахида 1022.-1158. г. Данашњи Забид је град на интелектуалним и економским маргинама савременог Јемена.
Град је окружен зидинама које су остале до данас, у њима се налазе четири врата:
Баб Ал-Шабрик (источна врата), Баб Ал-Наки (западна врата), Баб Ал-Картаб (јужна врата) и Баб Сихам (северна врата). Забид је подељен на четири дела (четврти); на четврт за трговце, четврт за ученике верских школа, четврт за градске достојанственике и четврт за занатлије. У граду су постојале 29 џамија и 53 медреса (верских школа). Највредније џамије су Ал-Аша'ир подигнута у 8. веку и Велика џамија Забид подигнута у 16. веку.

## Угроженост Забида
Године 2000. Забид је стављен на Листу угрожене светске баштине, то је направљено зато да се упозори јеменска влада, на лоше стање одржавања и очувања објеката у граду. Према извјештају УНЕСКО-а, отприлике: "40% изворних градских кућа су порушене и замењене бетонским зградама, а и други објекти у древном граду су у горем стању". Ако се ускоро не предузму мере на очувању културне баштине, у року од две године Забид ће бити скинут с Листе светске баштине УНЕСКО-а.